# Скінс-Лейк 16B
Скінс-Лейк 16B (англ. Skins Lake 16B) — індіанська резервація в Канаді, у провінції Британська Колумбія, у межах регіонального округу Балклі-Нечако.

## Населення
За даними перепису 2016 року, індіанська резервація нараховувала 23 особи, показавши зростання на 15,0%, порівняно з 2011-м роком. Середня густина населення становила 36,8 осіб/км².

## Клімат
Середня річна температура становить 2,9°C, середня максимальна – 17,8°C, а середня мінімальна – -16°C. Середня річна кількість опадів – 503 мм.
| Клімат поселення                              | Клімат поселення | Клімат поселення | Клімат поселення | Клімат поселення | Клімат поселення | Клімат поселення | Клімат поселення | Клімат поселення | Клімат поселення | Клімат поселення | Клімат поселення | Клімат поселення | Клімат поселення |
| Показник                                      | Січ.             | Лют.             | Бер.             | Квіт.            | Трав.            | Черв.            | Лип.             | Серп.            | Вер.             | Жовт.            | Лист.            | Груд.            |                  |
| Середній максимум, °C                         | −3,29            | −0,34            | 4,66             | 9,60             | 14,24            | 17,79            | 17,18            | 16,96            | 12,76            | 7,42             | 0,66             | −4,35            |                  |
| Середня температура, °C                       | −9,66            | −6,71            | −1,7             | 3,24             | 7,88             | 11,42            | 13,80            | 13,56            | 9,37             | 4,02             | −2,71            | −7,73            |                  |
| Середній мінімум, °C                          | −16,02           | −13,06           | −8,06            | −3,12            | 1,52             | 5,05             | 10,41            | 10,18            | 5,98             | 0,64             | −6,1             | −11,12           |                  |
| Норма опадів, мм                              | 45               | 29               | 29               | 19               | 38               | 54               | 51               | 43               | 43               | 50               | 53               | 49               |                  |
| Середньомісячна швидкість вітру, м/с          | 1.65             | 1.72             | 1.91             | 2.11             | 2.12             | 2.12             | 2.02             | 1.82             | 1.74             | 1.84             | 1.84             | 1.64             |                  |
| Середньомісячна сонячна радіація, кДж/м²·день | 2369             | 4875             | 9617             | 14612            | 18307            | 19848            | 19465            | 16372            | 11042            | 5778             | 2666             | 1663             |                  |
| --------------------------------------------- | ---------------- | ---------------- | ---------------- | ---------------- | ---------------- | ---------------- | ---------------- | ---------------- | ---------------- | ---------------- | ---------------- | ---------------- | ---------------- |
| Джерело:                                      |                  |                  |                  |                  |                  |                  |                  |                  |                  |                  |                  |                  |                  |